# Eupithecia lafontaineata
Eupithecia lafontaineata es una especie de polilla de la familia Geometridae. La especie fue descrita por primera vez por K. B. Bolte  habiendo sido descrita en 1896, con distribución en el oeste de Estados Unidos y en Canadá. Previo a la revisión de Bolte en 1990, fue identificada como Eupithecia undata, una especie del paleártico. Es una polilla pequeña con una envergadura de unos 16 milímetros (0,6 plg). Se han descrito a los adultos en vuelo entre Junio y Julio. Recibe su nombre del entomólogo canadiense J. Donald Lafontaine.

## Distribución
E. lafontaineata se encuentra en los estados de Montana, Colorado Wyoming y California de Estados Unidos y en Alberta, Canadá. El holotipo de la especie fue descrito en El sector minero de Hedley, Columbia Británica.